# 松平康重
松平 康重（まつだいら やすしげ）は、安土桃山時代から江戸時代前期にかけての武将、大名。松井松平家初代。

## 生涯
駿河国三枚橋城主松平康親の長男。天正11年（1583年）3月16日の元服の際に家康から「康」の偏諱を授かり康次、のちに康重と改めた。
家康が東海地方にいた頃の天正11年（1583年）から天正18年（1590年）には父・康親の跡を継いで駿河国沼津城の守備役を務め、後北条氏に約8年間も対峙した。
小田原征伐後の天正18年（1590年）8月に家康が関東に移されると、武蔵騎西に2万石を与えられた。文禄4年（1595年）に豊臣姓を与えられる。慶長6年（1601年）に、常陸笠間3万石に加増される（『寛政重修諸家譜』）。
さらには慶長13年（1608年）には丹波国篠山藩5万石に加増移封された（『寛政重修諸家譜』）。
元和5年（1619年）、大坂平野南方の要衝、和泉岸和田に移封となった（『寛政重修諸家譜』）。寛永11年（1634年）、従四位下に叙任される。寛永17年（1640年）6月27日、73歳で死去し、跡を次男の康映が継いだ（『寛政重修諸家譜』）。

## 落胤説
康重は松平康親の子とされているが、実は徳川家康の落胤とする説がある。生母は家康の侍女であり、家康の子を身籠ったまま康親に嫁いだとされる。後に子孫も家康の「康」を通字として用いている。

## 系譜
父母
- 松平康親（父）
- 松平氏（母） - 松平重吉の娘

正室、継室
- 石川康通の娘（正室）
- 徳永寿昌の娘（継室）

子女
- 松平康政（長男） 生母は継室
- 松平康映（次男）
- 松平康命
- 松平康紀
- 松平康敬（五男）
- 松平康久（七男）
- 林、光明院 - 亀井政矩正室
- 慶寿院 - 小笠原長次正室
- 西園寺公満室
- 牧野康成正室
- 松平利綱正室
- 竹中重義正室
- 岡田元直室
- 貫名重用室
- 貝塚某室